# Луццатто, Симон
Симон Луццатто (итал. Simone Luzzatto; ок. 1580, Венеция, Венецианская республика — 1663, там же) — венецианский раввин, еврейский апологет, выдающийся общественный деятель своего времени.
Уже в молодости Симон Луццатто сыскал славу учёного. Как венецианский раввин он делил раввинат в Венеции с Леоном из Модены, и, по Вольфу, они вместе написали книгу о караимах. Его респонс «משען מים» доказывает, что он пользовался авторитетом у раввинов, которые его цитировали. Судя по его итальянским трудам, Симон Луццатто был знаком с древней и новой литературой, равно как и с философией. Иосиф Делмедиго (1591—1657) отзывался о нём как о математике.
Симону Луццатто принадлежат два труда, написанные по-итальянски:
- «Discorso circa il stato degli hebrei» (Beнеция, 1638) — касается положения евреев, в частности в Венеции, и есть не что иное, как апология, отличающаяся беспристрастием. Последние её три главы переведены Вольфом на латинский язык[3], 13-я глава в еврейском переводе Реджио помещена в его «אגדות ישד» (I, 65—70).
- «Socrate» (Beнеция, 1651), полное название: «Socrate, ouero, Dell’humano sapere: esercitio seriogiocoso/di Simone Luzzatto hebreo venetiano; opera nella quale si dimostra quanto sia imbecile l’humano intendimento, mentre non e diretto dalla diuina riuelatione» («Сократ, или О человеческом познании, серьёзные и одновременно шутливые утверждения Симоне Луццатто, венецианского еврея; работа, в которой он показывает слабость человеческого понимания, если оно не направляемо Б-жественным Откровением») — написан Луццатто в молодости; автор старается указать несостоятельность человеческого разума, не руководимого откровением, и вкладывает свои мысли в уста Сократа. Сочинение посвящено дожу и сенату Венеции. В тексте автор, утверждая, что его предки поселились в городе два столетия назад, цитирует собственное сочинение «Trattato del l’opinioni е dogmi degl; Hebrei e dei riti loro piu principali».

Симон Луццатто был мнения, что пророчества Даниила относятся не к Мессии будущего, но имеют в виду исторический факт. Это мнение Луццатто было либо не понято, либо умышленно извращено Самуилом Нахмиасом (также известным как Giulio Morosini; Samuel ben David Nahmias; 1612—1683) в сочинении «La Via della Fede» (Рим, 1683), где Нахмиас приписал Луццатто мысль, что пророчества Даниила относятся, вероятно, к Иисусу.